# 極點花園 (加利福尼亞州)
極點花園（英語：Pole Garden）是位於美國加利福尼亞州萊克縣的一個非建制地區。該地的面積和人口皆未知。

## 地理
極點花園的座標為39°13′11″N 122°38′15″W / 39.21972°N 122.63750°W，而該地的平均海拔高度為1047米（即3435英尺）。